# Graduate School
Graduate School bezeichnet unter anderem in den USA, Großbritannien, Südafrika und Namibia Bildungseinrichtungen, die akademische Grade (z. B. Master, Ph.D.) vergeben. Voraussetzung ist, dass die Studenten zuvor einen ersten Hochschulabschluss (z. B. Undergraduate, Bachelor) erworben haben.

## Graduate Schools in den Vereinigten Staaten und in Kanada
In den USA und Kanada können aufgrund der stark variierenden Qualität in der Lehre, gemessen am Hochschulranking, die Zulassungsbedingungen recht unterschiedlich sein. Beispielsweise wird an Spitzenuniversitäten, wie Harvard University und McGill University, die sich jeweils auf Platz 1 laut QS World University Rankings in den USA bzw. Kanada finden, zumindest ein universitärer Bachelor Honours (wissenschaftliches Diplomstudium mit Bachelor Thesis) verlangt. Der Bachelor Honours-Abschluss berechtigt, im Gegensatz zum Three-year oder Four-year College-Bachelor, unter bestimmten Voraussetzungen auch den direkten Zugang zu PhD-Studiengängen. 
Eine Graduate School kann eine eigenständige private oder staatliche Bildungseinrichtung sein oder Teil eines Universitätsbetriebes.

## Graduate Schools in Deutschland
Das Konzept der sogenannten Graduate School ist in den USA traditionell der Zweig einer Universität, in dem Master- und Promotionsprogramme angesiedelt sind (im Gegensatz zum College, an dem die Angebote für Bachelorstudenten zu finden sind). Fachinhalte kommen aus den „Departments“ – diese sind mit den deutschen Fakultäten bzw. Instituten zu vergleichen. Nach dem Vorbild US-amerikanischer Universitäten sind Master- und Promotionsangebote aller Fakultäten in einem organisatorischen Dach gebündelt und mit interdisziplinären Elementen ausgestattet. Master und Doktoratsstudien sind als eine aufeinanderfolgende Forschungsausbildung eng miteinander verzahnt. Dahinter steht der Anspruch, Studenten die Fähigkeit zu vermitteln, Lösungen über Fachgrenzen hinaus zu vermitteln. Die Vorteile des Modells sind vielseitig. So müssen Studieninteressierte nicht in jedem Institut einen geeigneten Masterstudiengang oder nach individuellen Regelungen zur Promotion suchen.
In Deutschland ist dieses Prinzip noch eher unbekannt, nur wenige Universitäten organisieren sich nach dem US-amerikanischen Vorbild, hauptsächlich werden in deutschen Graduate Schools Promotionsprogramme angeboten (außer an der Leuphana Universität Lüneburg, hier werden fachübergreifend Master- und Promotionsprogramme organisiert). Wie auch in den USA gibt es in Deutschland sowohl private, staatliche als auch universitäre Graduate Schools. Die Zulassungsbedingungen sind von Einrichtung zu Einrichtung verschieden.